# Прандтль (місячний кратер)
Кра́тер Прандтль (лат. Prandtl) — великий стародавній метеоритний кратер у південній півкулі зворотного боку Місяця. Назву присвоєно на честь німецького механіка й фізика Людвіґа Прандтля (1875—1953) й затверджено Міжнародним астрономічним союзом у 1970 році. Утворення кратера відбулося у нектарському періоді.

## Опис кратера
Кратер Прандтль знаходиться у південно-східній частині чаші гігантського кратера Планк. Найближчими сусідами кратера є кратер Фехнер на заході; кратери Кейо і Пуанкаре на сході і кратер Гротріан на південному заході. Селенографічні координати центру кратера 59°37′ пд. ш. 141°32′ сх. д. / 59.62° пд. ш. 141.54° сх. д., діаметр 87,5 км, глибина 2,8 км.
Кратер має полігональну форму з виступом у південно-східній частині та зазнав помірних руйнувань. Вал згладжений але зберіг досить чіткі обриси, східна частина валу перекрита помітним кратером. Внутрішній схил валу нерівномірний за шириною, із залишками терасоподібної структури. Висота валу над навколишньою місцевістю сягає 1430 м, об'єм кратера становить приблизно 8000 км³. Дно чаші є відносно рівним, за виключенням пересіченої південної частини, у східній частині чаші знаходиться примітний кратер. Невеликий підковоподібний центральний хребет дещо зміщений південно-західніше від центру чаші.
Сателітні кратери відсутні.